# Pedro Calderón de la Barca
Pedro Calderón de la Barca (ur. 17 stycznia 1600 w Madrycie, zm. 25 maja 1681 tamże) – barokowy poeta i dramaturg hiszpański działający w hiszpańskim Złotym Wieku, uważany za następcę Lopego de Vegi.
Autor licznych sztuk dramatycznych, z których najsłynniejsze to – La vida es sueño (Życie jest snem) oraz El gran teatro del mundo (Wielki teatr świata); z nich obu pochodzą dwa porównania, istniejące w kanonie sztuki dramatycznej (toposy): życie jako sen oraz świat jako wielki teatr. Tworzył również liczne dzieła poruszające tematykę miłości, namiętności i zazdrości – należą do nich np. Lekarz swojego honoru (El médico de su honra) czy Malarz swojej hańby (El pintor de su deshonra).

## Życiorys

### Dzieciństwo i młodość
Calderón urodził się w Madrycie. Był drugim z kolei dzieckiem Diega Calderóna de la Barca, sekretarza Rady Skarbu królestwa Kastylii. Jego matka, o flamandzkim pochodzeniu, zmarła w roku 1610. W rok po śmierci matki, najstarszy z rodzeństwa, piętnastoletni Diego, został wysłany przez ojca do Meksyku, a młodsza o dwa lata Dorotea, oddana do klasztoru w Toledo. Z testamentu ojca Pedra spisanego przed śmiercią w 1615 roku wynika, że oprócz trzech synów z pierwszego małżeństwa – Diega, Pedra i José – miał on jeszcze, starszego od nich, naturalnego syna Francisca Gonzáleza, który mieszkał w domu ojca jako sługa, nic nie wiedząc o swoim pochodzeniu. Alexander A. Parker przypuszcza, że to jego, grożące kazirodztwem zbliżenie do Dorotei, spowodowało gwałtowną reakcję ojca. Częsty w dramatach Calderóna motyw miłości brata do siostry oraz silnie akcentowany konflikt pomiędzy ojcem a synem może stanowić odbicie tego przeżycia.
Calderón pobierał w latach 1608–1613 edukację w Kolegium Jezuickim w Madrycie. Następnie przez dwa lata studiował logikę i retorykę na uniwersytecie Compultum w Alcalá de Henares. W późniejszym okresie życia kontynuował studia na wydziale prawa w Salamance. Ukończył je tytułem bakałarza prawa kanonicznego w 1620 roku. Wbrew oczekiwaniom rodziny, po ukończeniu studiów nie przyjął święceń kapłańskich i nie objął ufundowanej przez babkę ze strony matki, Donię Inés de Riaño, kaplicy w jednym z madryckich kościołów, z czym wiązało się beneficjum i niezależność finansowa.
W 1620 i 1621 roku odniósł pierwsze sukcesy w konkursach poetyckich organizowanych z okazji beatyfikacji i kanonizacji świętego Izydora. Organizatorem konkursów był Lope de Vega, który pisał o młodym poecie z uznaniem: Don Pedro Calderón, / który już w latach młodzieńczych / zasłużył na wawrzyn, / jaki siwiznę zwykł wieńczyć. Calderón prowadził w tym okresie bujne życie, zachowały się przekazy o jego rozrzutności, wydatkach, jakie ponosił na kosztowne dworskie stroje. Kochał się w młodej aktorce noszącej pseudonim Filis. W 1621 roku wraz z braćmi Diego i José został posądzony o udział w zabójstwie Nicolása de Velasco. Bracia schronili się wówczas na terenie ambasady austriackiej. Uniknęli kary, dzięki interwencji możnego protektora. Musieli jednak sprzedać odziedziczony po ojcu urząd królewskiego sekretarz, by zaspokoić pretensje rodziny zabitego. Słynny jest też pościg poety, w osiem lat później, na czele uzbrojonych mężczyzn za aktorem, który zranił w bójce jego brata, który zakończył się wtargnięciem za uciekinierem do klasztoru i dość bezceremonialnym przeszukaniem klauzury w poszukiwaniu zbiega.

### Początki kariery scenicznej

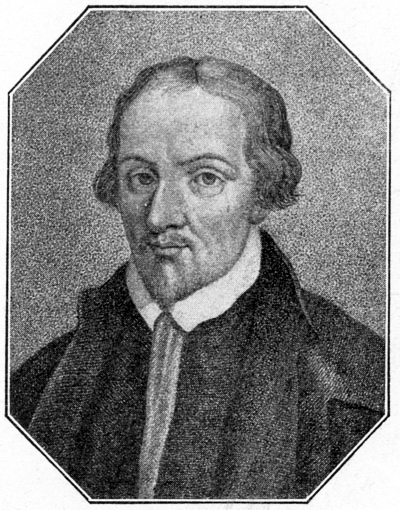
Pedro Calderón

29 czerwca 1623 roku zadebiutował w madryckim pałacu Alkazar sztuką Amor honor y poder (Miłość honor i władza). Cieszył się już wówczas opieką konetabla Kastylii, don Bernardina Fernándeza de Velasco. Z aluzji zawartych w La dama duende (Damie chochliku) i El sitio de Bredá (Oblężeniu Bredy) wynika, że w latach 1624 i 1625 poeta był północnych Włoszech i Niderlandach, niewykluczone, sądząc po szczegółach związanych z oblężeniem Bredy, że jako żołnierz. W tym okresie stał się jednym z najbliższych współpracowników hrabiego Olivaresa, ministra młodego króla Filipa IV. Pisał sztuki uświetniające uroczystości dworskie, nie zaniedbywał też teatrów publicznych. Z tego okresu pochodzą tak głośne jego dramaty jak: La devoción de la cruz (Uwielbienie Krzyża), El purgatorio de san Patricio (Czyściec św. Patryka), La dama duende (Dama chochlik), El médico de su honra (Lekarz swojego honoru), La vida es sueño (Życie jest snem). Dostarczał też co roku auto sacramental, uświetniające obchody Bożego Ciała w stolicy. Wystawione w 1634 roku auto El nuevo Palacio del Retiro (Nowy pałac Retiro) stanowiło uświetnienie otwarcia zespołu pałacowego Buen Retiro, wzniesionego przez Olivaresa z myślą o wypoczynku króla. W zbudowanej w pałacu nowoczesnej sali teatralnej, typu włoskiego – z kurtyną i kulisami – miał odtąd Calderón wystawiać przedstawienia dla króla. W 1635 roku powierzono mu przygotowanie uroczystości dworskich. Wraz z włoskimi scenografami zrealizował na Wielkim Stawie w parku pałacowym Widowisko El mayor encanto amor (Największym czarem miłość).
Od 1636 roku pełnił w Madrycie funkcję cenzora sztuk teatralnych. Ukoronowaniem jego błyskotliwej kariery było przyznanie mu przez króla w 1637 roku godności kawalera zakonu św. Jakuba. W latach 1636 i 1637 ukazały się Primera i Segunda parte de comedias de don Pedro Calderón de la Barca, wydane przez jego brata José. Wcześniej w latach 1625–1634 obowiązywał na terenie Kastylii zakaz druku powieści i sztuk teatralnych.

### Wiek męski
W 1638 roku Calderón – zobowiązany do służby wojskowej z racji przyznanego mu przez króla orderu św. Jakuba – wziął udział w odsieczy zajętego przez Francuzów fortu Fuenterrabia. Nawiązał potem do tego wydarzenia w komedii No hay cosa como callar (Milczenie jest złotem, 1639). W 1640 roku walczył w Katalonii, przeciw popieranym przez Francuzów powstańcom. Wsławił się w czasie tej kampanii wieloma bohaterskimi czynami. Wziął potem jeszcze udział w oblężeniu Leridy i w 1642 roku podał się do dymisji. Przypuszcza się, że pod wpływem tych doświadczeń napisał El alcalde de Zalamea (Alkad z Zalamei, 1644), w którym piętnował akty samowoli żołnierskiej względem ludności cywilnej.
Gdy na przełomie 1642 i 1643 roku odsunięto od władzy Olivaresa Calderón stracił swego głównego protektora. Przeniósł się wówczas do Alba de Tormes i wstąpił na służbę u księcia Alby. Wskutek niepowodzeń wojennych i tragicznych wydarzeń w rodzinie królewskiej (śmierć królowej Izabeli – 1644 i następczy tronu Baltazara Karola – 1646) wpłynęły na zmianę atmosfery na dworze. Spowodowane żałobą w latach 1644–1645 i 1646-1649 zamknięcie teatrów pozbawiło aktorów i dramaturgów głównego źródła utrzymania.
Poetę spotkały w tym czasie również osobiste nieszczęścia. W 1645 roku poległ w Katalonii jego młodszy brat José. Dwa lata później zmarł starszy Diego. W tym samym 1647 roku umarła też, nieznana z imienia ukochana artysty, matka jego syna – Pedra José. Niewiele wiadomo na temat tego związku. Przypuszcza się, że był on „sekretnym małżeństwem”, jakich nie brak w dramatach Calderóna. Pod wpływem tych przeżyć poeta wstąpił w 1650 roku do trzeciego zakonu św. Franciszka, a w 1651 roku przyjął święcenia kapłańskie. 18 września odprawił swą pierwszą mszę.

### Lata milczenia

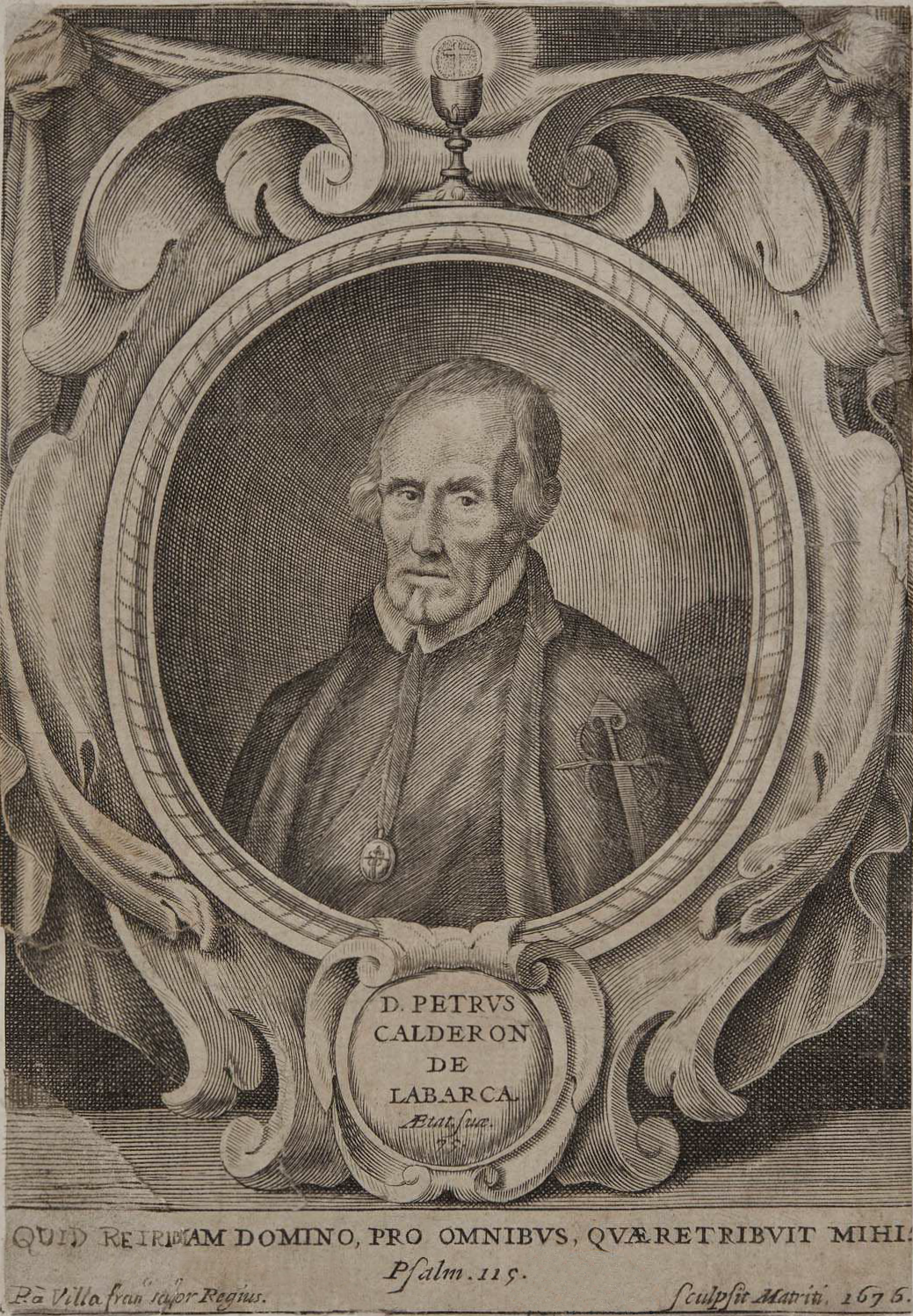
Pedro Calderón. 1676

W 1653 roku Calderón objął w Toledo funkcję kapelana w kaplicy Nowych Królów (Capilla de los Reyes Nuevos) tamtejszej katedry. Nominacja na kapelana kaplicy w Toledo spotkała się ze sprzeciwem Patriarchy Indii, który uważał, że pisanie komedii dyskwalifikuje kandydata. Calderón odpowiedział: Pisanie komedii jest rzeczą dobrą albo złą. Jeśli jest dobrą, trzeba mnie pozostawić w spokoju; a jeśli złą, nie należy u mnie komedii zamawiać. Poeta oddalił się w tym czasie od świata, oddając się lekturze i medytacji. Swój dom wypełnił księgami teologicznymi i traktatami religijnymi oraz licznymi dziełami sztuki: obrazami i polichromowanymi rzeźbami. Posiadał w swoim domu wizerunki Chrystusa biczowanego i ukrzyżowanego, liczne przedstawienia Matki Boskiej, czternaście kamiennych stacji Drogi Krzyżowej, pejzaże, relikwiarze. W Toledo powstał poemat Calderóna Psalle et sile (Śpiewa i milczy albo Modli się w milczeniu), w którym poeta wysławia ciszę i skupienie pobudzające duszę do rozmyślań. Nie ma towarzysza pewniejszego niż samotność pisze w tym czasie.
Swoje pisarskie zatrudnienia dramaturg ograniczył w tym czasie do tworzenia autos sacramentales oraz dramatów muzycznych i mitologicznych, zamawianych przez dwór królewski. Z e względu na pogarszający się stan zdrowia i konieczność częstych wizyt w stolicy związanych z przygotowaniem swych dramatów do wystawienia, w 1663 roku poeta przeniósł się na stałe do Madrytu. Król uhonorował go przy tej okazji godnością królewskiego kapelana. W 1665 roku zmarł protektor Calderóna, król Filip IV. Za panowania jego następcy Karola II, który również darzył poetę swymi łaskami, zmianie uległa atmosfera życia dworskiego, publiczność dworska żądała sztuk coraz bardziej dziwacznych i niezwykłych, nasiliły się też ataki czynników religijnych na poetę, głównie w związku z wykorzystywaniem przez niego w przeznaczonych na uroczystość Bożego Ciała autos, wątków mitologicznych. Calderón nie przestał być jednak najpopularniejszym dramaturgiem swoich czasów. W 1664 roku wydano Tercera parte jego dramatów. Część czwarta i nieautoryzowana piąta ukazały się w 1672 i 1677 roku. Wydanie z 1672 roku zostało poprzedzone prologiem autora, w którym wymieniał on swoje sztuki.

### Śmierć
Calderón zmarł 25 maja 1681 roku na atak serca. Ostatnimi jego dziełami były pisane na zbliżające się święto Bożego Ciała autos sacramentales: El cordero de Isaías (Baranek Izajasza) i nie dokończona La divina Filotea (Boska Filotea). W testamencie napisanym na kilka dni przed śmiercią rozporządził swoim majątkiem i wydał dyspozycje dotyczące pogrzebu. Miał być pochowany w habicie Trzeciego Zakonu Franciszkańskiego, w prostej trumnie, obok moich przodków, rodziców i braci, czekać będę na głos ponownego wezwania.
Jego najlepszy przyjaciel Juan de Vera Tassis y Villaroel wydał w rok po śmierci poety prawdziwą, piątą część jego dramatów Verdadera quinta parte (1682), w roku następnym Sexta i Séptima parte, a w 1684 r. Octava parte. W 1691 roku złożył do druku Novena parte, a w międzyczasie wznowił wydanie części od pierwszej do czwartej. W sumie w latach 1682–1691 wydał 108 dramatów Calderóna.

## Dzieło
Calderón jest autorem około 120 trzyaktowych comedias, 80 autos sacramentales, licznych intermediów i utworów okolicznościowych. Za życia artysty ukazały się cztery autoryzowanie przez niego tomy, łącznie 60 sztuk, kolejno w 1636, 1637, 1664 i 1672 roku. Piąty wydany w 1677 roku nie zyskał jego akceptacji. W latach 1682–1691 Juan de Vera Taxis wydał dramaty Calderóna w 9 tomach. Na jego wydaniu oparł się w XVIII wieku Juan Fernandez de Apontes (1760–1763), a w XIX Keil (1827–1830) i Hartzenbush (1848–1850). Spośród 196 utworów wydanych w latach 1966–1967, co do niektórych toczą się spory dotyczące ich autentyczności. Jednocześnie w 1963 roku został odnaleziony w Pradze dramat El duque de Candia o księciu Władysławie, synu króla Zygmunta III Wazy, co wskazuje na to, że proces ustalania kanonu utworów Calderóna wciąż daleki jest od zakończenia.

### Etapy twórczości

#### I okres twórczości (1623–1635/1637)

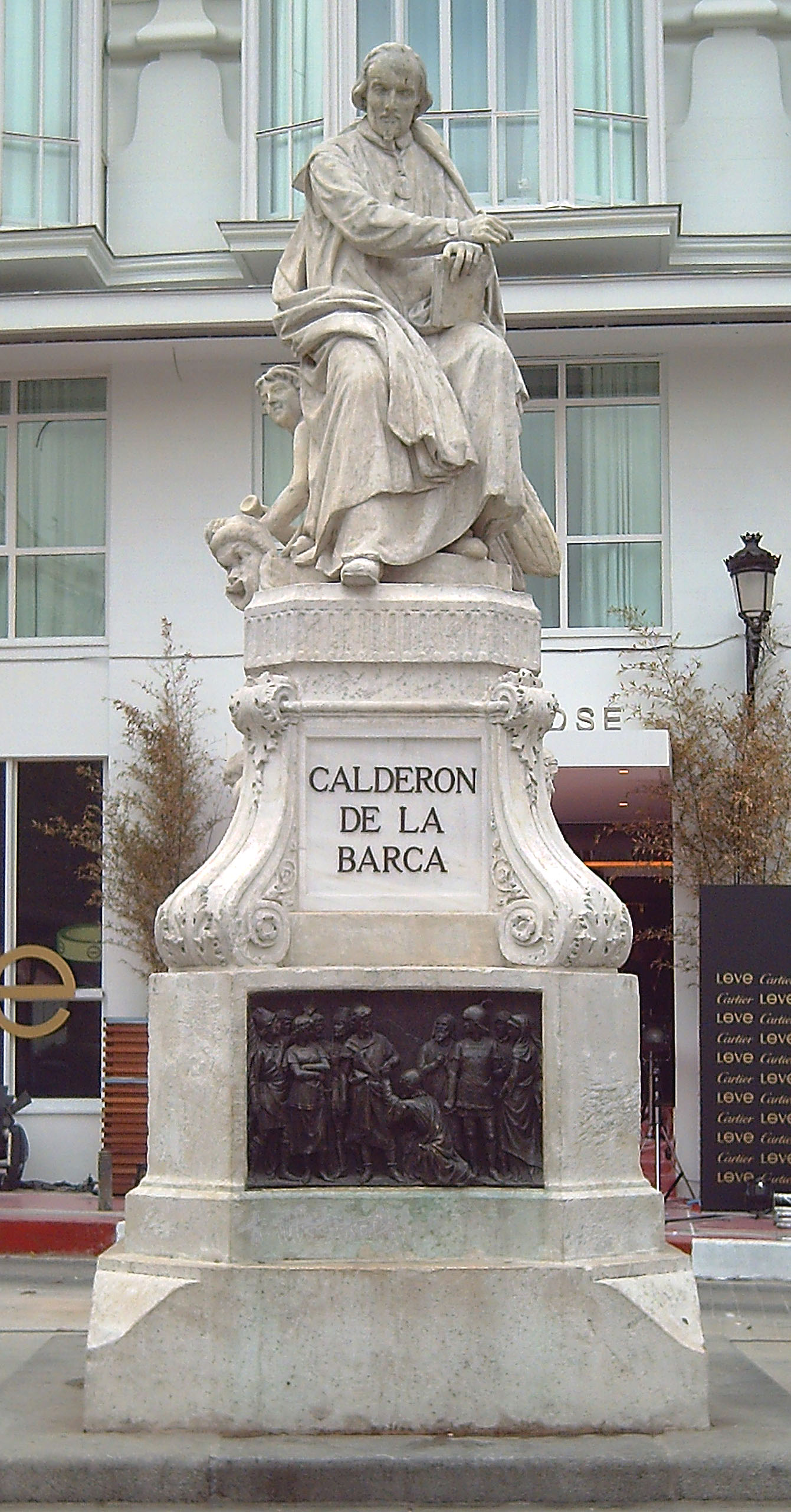
Pomnik Calderóna w Madrycie

Należą do niego młodzieńcze sztuki autora, charakteryzujące się krwawą akcją, zbrodniczymi charakterami bohaterów, poruszanymi tytanicznymi namiętnościami i kruszonymi nadprzyrodzoną mocą łaski lub potępienia. Pełne nieokiełznanego seksu lub transcendentnej tęsknoty, pragnienia wiedzy lub władzy, gwałtów, paktów z diabłem. W konstrukcji spontanicznej i bezładnej i tematyce zbliżone do sztuk Lopego de Vegi. Należą do tej grupy: Uwielbienie Krzyża (1629), Czyściec świętego Patryka  (1628), Wielki teatr świata (1635), Czarnoksiężnik (1636), a także Książę Niezłomny (1628/1629), wydane w 1635 Poznać Zło i Dobro i Życie jest snem (1627-1629).

#### II okres twórczości (1635–1650)
Drugi okres to okres dojrzewania sztuki pisarskiej Calderóna, charakteryzujący się zwycięstwem rozumu nad namiętnościami, prostotą akcji, eliminowaniem elementów drugorzędnych, podporządkowaniem postaci drugoplanowych głównemu bohaterowi. Do sztuk tego okresu należą: Alkad z Zalamei (1637), Lekarz swojego honoru, Największy potwór świata, Za tajemną obrazę tajemnicza zemsta, W tym życiu wszystko jest prawdą i wszystko kłamstwem. Z tego okresu pochodzi też wiele komedii płaszcza i szpady.

#### III okres twórczości (1650–1665)
Po przyjęciu święceń kapłańskich w 1650 roku Calderón ogranicza się do pisania sztuk religijnych i dworskich, na wyraźne zapotrzebowanie króla Filipa IV. W tym okresie wzrasta swoboda i siła wyobraźni poety. Powstają liczne autos sacramentales, sztuki historyczne, legendarne i przede wszystkim mitologiczne – ostatnie dwa rodzaje wyraźnie pod wpływem tryumfu włoskiej opery.

#### IV okres twórczości (1665–1681)
Ze śmiercią króla w 1665 roku poeta traci swego głównego protektora, zmieniają się gusty publiczności żądającej sztuk bardziej pustych, szalonych i udziwnionych formalnie, zaostrza się też cenzura kościelna. Calderón przystosowuje się do tych nowych wymagań. Powstają wtedy: Miłość poza śmierć, Dziewczyna Gomeza Arriasa, Echo i Narcyz (wyd. 1672), Niezwykłe losy Leonida i Marfizy (1680).

### Podział dorobku Calderóna
Ogromny dorobek literacki Calderóna tylko w pewnym przybliżeniu daje się podzielić według rodzajów i tematów. Najczęściej wyróżnia się wśród jego utworów komedie, tragedie honoru, dramaty historyczne, filozoficzne, mitologiczne i religijne.

#### Komedie
Znany hispanista A. Valbuena Briones dzieli komedie poety na trzy grupy:
- komedie płaszcza i szpady (de capa y espada), które dodatkowo dzieli na:
  - obyczajowe (de costumbres)
  - i dworskie (cortesanas)
- komedie przykładne (ejemplares)
- komedie powieściowe (novelescas)[7]

##### Komedie płaszcza i szpady
- Komedie obyczajowe – poeta przedstawia w nich obyczaje hiszpańskie czasów Filipa IV. Miejscem akcji jest najczęściej Madryt, czasem Walencja, Sewilla lub Toledo. Są to utwory najczęściej bardzo malownicze, w których znaczącą rolę odgrywa gracioso, będący komentatorem sytuacji obyczajowej. Intryga lekka i zręczna towarzyszy zabawnym zabiegom miłosnym. Sztuki obfitują w przebieranki, rozpoznania, nieprawdopodobne sytuacje. Do najlepszych należą: Dama chochlik (La dama duende,1629), Dwoje bram – trudna straż (Casa con dos puertas mala es de guardar), Bieda matką wynalazków (Hombre pobre todo es trazas, 1628), Astrolog mniemany (El astrólogo fingido, 1631), Poranki kwietnia i maja (Mañanas de abril y mayo, 1631), Milczenie jest złotem (No hay cosa como callar, 1639), Cicha woda brzegi rwie (Guárdate del aqua mansa, 1649), Wszystko w swoim czasie (Dar tiempo al tiempo), Nauczyciel tańca (El maestro de danzar), Nie igra się z miłością (No hay burlas con el amor), Nie ufaj pozorom (No siempre lo peor es cierto), Damy także bronią honoru (También hay duelo en las damas)[8].
- Komedie dworskie – ich akcja rozgrywa się na dworach europejskich w Niderlandach, Wiedniu, Marsylii, a zwłaszcza we Włoszech: w Neapolu, Ferrarze, Parmie, Mediolanie, Modenie, Mantui. Charakteryzują się wielką inwencją w zakresie komponowania sytuacji scenicznej, a w późniejszym okresie bogatą oprawą i użyciem skomplikowanych maszyn. W tej grupie wyróżniają się: Przyjaciel, kochanek i wierny poddany (Amigo, amante y leal), Wstęga i kwiat (La banda y la flor, 1632), Pani i służąca (La señora y la criada, 1636), Białe ręce nie obrażają (Manos blancas non ofenden), Szczęsne i nieszczęsne losy nazwiska (Dicha y desdicha del nombre), Zaczarowanie bez zaczarowania (El encanto sin encanto, 1672)[8].

##### Komedie przykładne

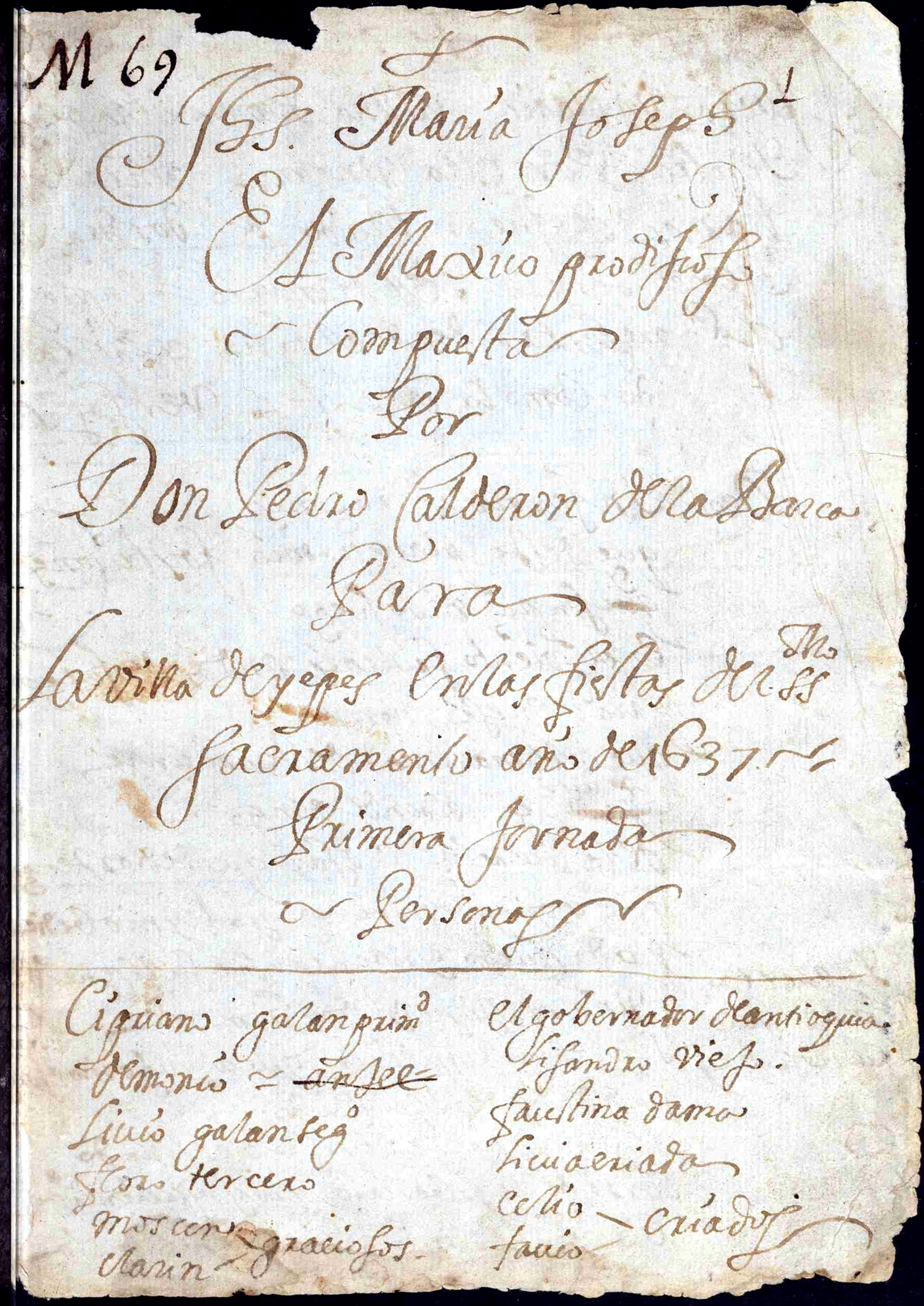
Autograf Czarnoksiężnika. 1637

Tematem komedii przykładnych są konkretne wydarzenia z życia współczesnego, które mają na celu konkretny morał lub krytykę obyczajów. Ich tytuł najczęściej wskazuje na myśl przewodnią utworu: Dla pokonania miłości trzeba chcieć ją pokonać (Para vencer amor, querer vencerle), Kobieto płacz a zwyciężysz (Mujer, llora y vencerás), Przyjemności i przykrości są tylko imaginacją (Gustos y disgustos son no más que imaginación).

##### Komedie powieściowe
Źródłem komedii powieściowych są różnego rodzaju utwory literackie, najczęściej włoskie. Ich akcja rozgrywa się najczęściej w krainach legendarnych lub baśniowych. Do najsławniejszych należą Ogród Faleriny (El jardin de Falerina) i Niezwykłe losy Leonida i Marfisy (Hado y divisa de Leonido y Marfisa, 1680).

#### Tragedie honoru
Osobną kategorię utworów tworzą dramaty poświęcone kwestii honoru, który staje się w nich dla bohaterów sztuki jedynym sensem życia. Są gotowi przed jego utratą bronić się jak przed śmiercią. Honor odgrywa w tych utworach rolę siły kierującej losami ludzkimi, jak fatum u starożytnych decyduje o losach jednostki. Tak dzieje się w Lekarzu swojego honoru (El médico de su honra, 1637), Za tajemną obrazę tajemnicza zemsta (A secreto agravio secreta venganza), Malarzu swej hańby (El pintor de su deshonra) czy Największym potworze świata (El mayor monstruo del mundo). Motorem akcji kwestia honoru jest też w jednym z arcydzieł Calderóna Alkadzie z Zalamei (El alcalde de Zalamea).

#### Dramaty historyczne
Sporą grupę dramatów tworzą utwory osnute na wydarzeniach z historii narodowej, starożytnej lub historii innych państw. Temat z historii starożytnego Izraela porusza Juda Machabeusz (Judas macabeo), w czasach Aleksandra Macedońskiego toczy się akcja Dać wszystko to nic nie dać (Darlo todo y no dar nada). W Uczuciach nienawiści i miłości (Afectos de odio y amor) sięga Calderón do historii sobie współczesnej, dotyczącej losów Krystyny szwedzkiej, w Schizmie Anglii (La cisma de Inglaterra) do wydarzeń z czasów Henryka VIII. W Oblężeniu Bredy (El sitio de Bredá, 1626) wysławia poeta męstwo hiszpańskiego żołnierza Anno Domini 1625, W Ostatnim pojedynku w Hiszpanii (El postrer duelo de España, 1667) powraca w czasy Karola V. Losy bohaterskiego Maura podczas powstania Morysków w II połowie XVI wieku są tematem Miłości poza śmierć (Amar después de la muerte, 1635). Walka Hiszpanów przeciw broniącym swej niepodległości Indianom południowoamerykańskim jest z kolei tematem Zorzy w Copacavanie (La aurora en Copacavana).

#### Dramaty filozoficzne
Najsłynniejszym dramatem filozoficznym Calderóna jest Życie jest snem (La vida es sueño), utwór wyrastający z lektury flamandzkiego filozofa neostoickiego Justusa Lipsiusa, w którym współcześni uczeni doszukują się również echa myśli kartezjańskiej. Do tej grupy utworów należą również Czarnoksiężnik (El mágico prodigioso, 1637, 1663), Poznać Zło i Dobro (Saber del mal y del bien), W tym życiu wszystko jest prawdą i wszystko jest kłamstwem (En esta vida todo es verdad y todo mentira, 1659), Córa powietrza (La hija del aire, 1653).

#### Dramaty mitologiczne

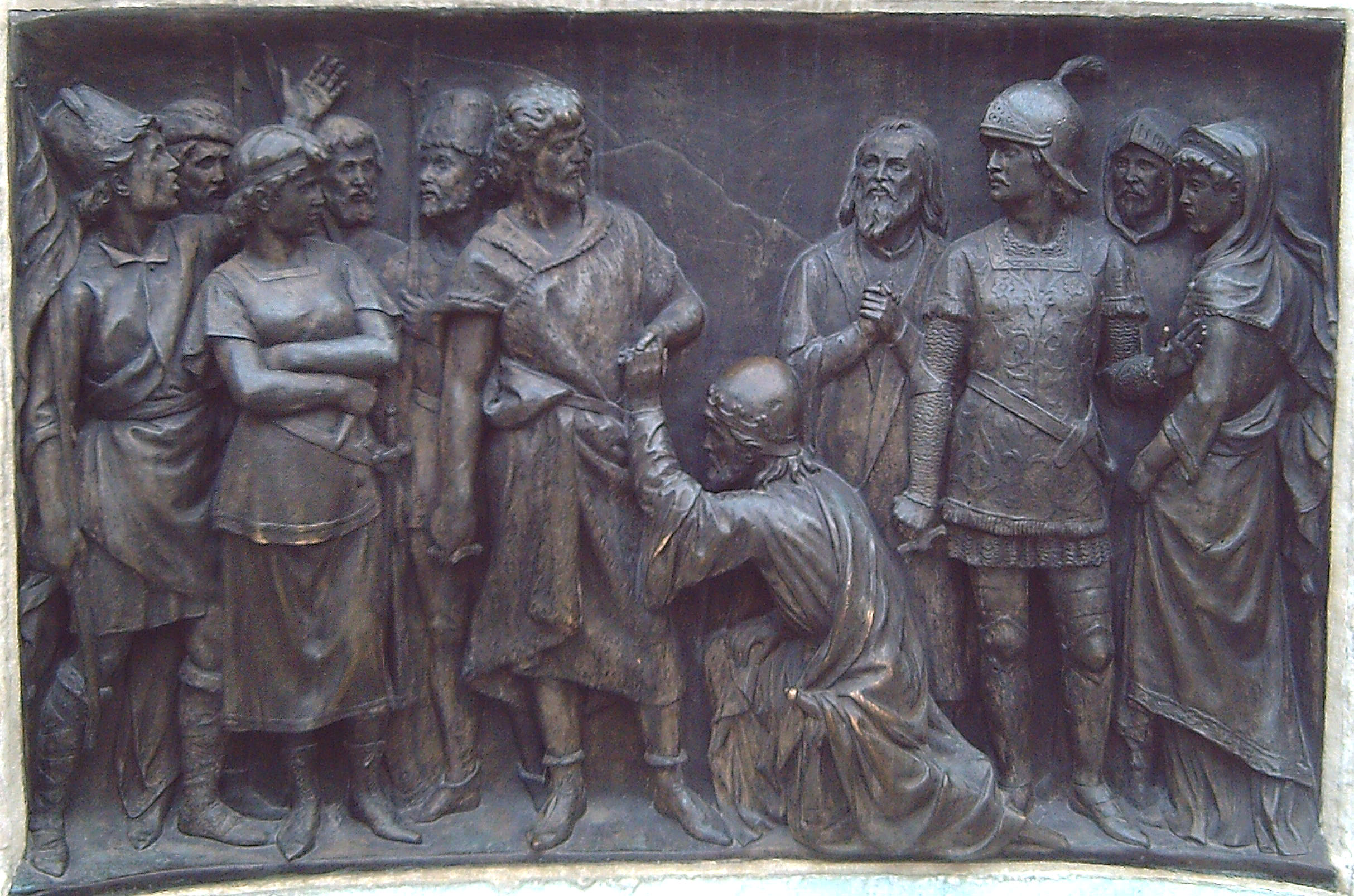
Scena z Życie jest snem. Releif na pomniku madryckim.

W drugiej połowie swej twórczości Calderón uległ silnemu wpływowi opery włoskiej, dążąc do syntezy, słowa, muzyki instrumentalnej i wokalnej, tańca oraz scenografii. W utworach tych, wzorując się na operze, porusza tematykę mitologiczną, odmiennie jednak niż Włosi, nie przekształca tekstu w libretto, lecz przeplata go instrumentalnymi i wokalnymi wstawkami poetyckimi: najczęściej tradycyjnymi hiszpańskimi pieśniami ludowymi, pochodzącymi od nich villancicos lub włoskimi madrygałami. Muzyka jest w niektórych utworach przeplatana partiami mówionymi, innym razem towarzyszy całemu tekstowi. Do arcydzieł tego gatunku należą Echo i Narcyz (Eco y Narciso, 1661) i Posąg Prometeusza (La estatua de Prometeo, 1672). Oprócz nich godne uwagi są również Największym czarem miłość (El mayor encanto Amor, 1635), Nawet Amor nie jest wolny od miłości, Bestia, piorun i kamień (La fiera, el rayo y la piedra, 1652), Apollo i Klimena (Apolo y Climene), Faeton syn słońca (El hijo del sol, Faetón), Zatoka syren (El golfo de las sirenas, 1657), Wawrzyn Apolla (El laurel de Apolo, 1658), Purpura róży (La púrpura de la rosa, 1660).

#### Teatr religijny

##### Autos sacramentales
Calderón uchodzi za mistrza tego gatunku dramatu. Tematykę czerpie ze Starego i Nowego Testamentu, żywotów świętych, historii, legend, a nawet z mitologii. Ich podstawą są główne tezy wiary katolickiej: upadek Adama i odkupienie człowieka dzięki ofierze Chrystusa na tle kluczowych momentów historii ludzkości. Poeta ożywił autos, zaktualizował akcję, udramatyzował postaci alegoryczne, wprowadził muzykę, tańce, barwną scenografię, stworzył jedyny w literaturze światowej kosmos alegorii i symboli dramatycznie dyskutujących i walczących o podstawowe zagadnienia bytu. Zachowując ich abstrakcyjną treść nadał im konkretną osobowość i realność. Do najwybitniejszych autos tego autora należą: Wielki teatr świata (El Gran Teatro del Mundo, 1633), Wielki targ świata (El Gran Mercado del Mundo, 1634), Spór małżeński Ciała i duszy (El pleito matrimonial del Cuerpo y del Alma, 1631), Uczta Baltazara (La cena del Rey Baltasar, 1634), Trucizna i lekarstwo (El veneno y la triaca, 1634), Rzymski Rok Święty (El Año Santo de Roma, 1650), Rok Święty w Madrycie (El Año Santo en Madrid, 1651-1652), Życie snem (La vida es sueño), a także mitologiczne: Boski Orfeusz (El divino Orfeo, 1663), Prawdziwy Bóg – Pan (El Verdadero Dios Pan, 1670), Andromeda i Perseusz (Andromeda y Perseo, 1680).

##### Dramaty religijne
Calderón jest też autorem trzyaktowych dramatów religijnych, w których nie występują alegorie, a bohaterowie są konkretnymi postaciami. Najwybitniejszą sztuką tego gatunku jest Książę Niezłomny (El príncipe constante, 1628-1629). Spośród innych warte uwagi są Czyściec świętego Patryka (El purgatorio de san Patricio, 1628), Uwielbienie Krzyża (La devoción de la Cruz, 1629), Galicjanin (Luis Perez el Gallego, 1629), Włosy Absaloma (Los Cabellos de Absalón), Kajdany demona (Las cadenas del demonio).

## Dzieła

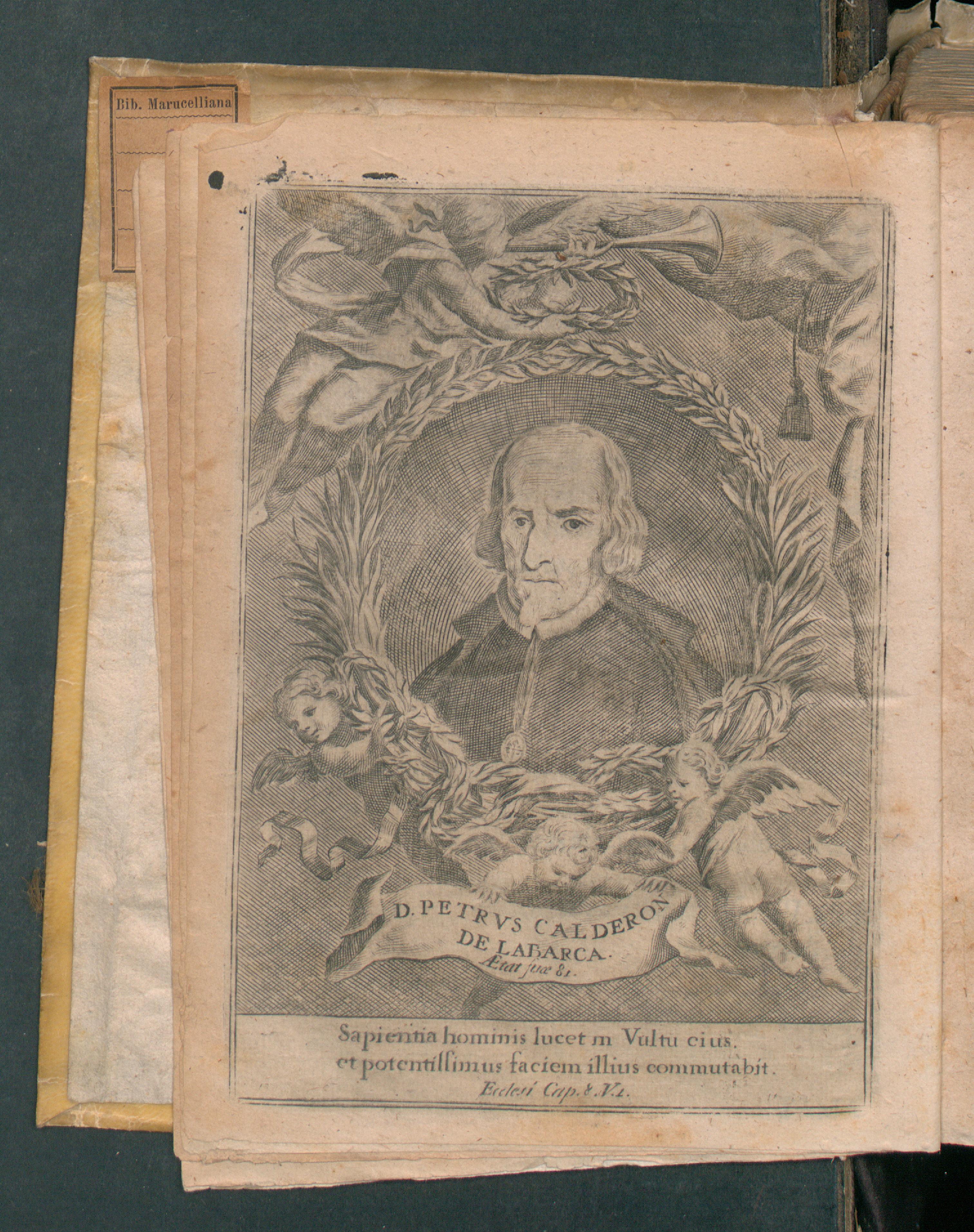
Comedias verdaderas, 1726

Do najważniejszych dramatów Calderóna należą:
- El sitio de Bredá (Oblężenie Bredy, 1626)
- La vida es sueňo (Życie snem lub Życie jest snem, 1627-1629), którego akcja dzieje się w Polsce, a jedną z postaci jest królewicz Zygmunt i z którego pochodzi też znany cytat:

Czym jest życie? Szaleństwem?
Czym życie? Iluzji tłem,
Snem cieniów, nicości dnem.
Cóż szczęście dać może nietrwałe,
Skoro snem życie jest całe
I nawet sny tylko snem!
- El príncipe constante (Książę Niezłomny,1628/1629) – tłum. Juliusz Słowacki (1844), a także Leszek Biały (1994);
- La devoción de la cruz (Uwielbienie krzyża, 1629)
- La dama duende (Dama chochlik, 1629)
- Casa con dos puertas mala es de guardar (Dwoje bram – trudna straż)
- El gran teatro del mundo (Wielki teatr świata, 1633)
- La cena del Rey Baltasar (Uczta Baltazara, 1634)
- El médico de su honra (Lekarz swojego honoru, 1634)
- El mágico prodigioso (Czarnoksiężnik, 1637/1663)
- El alcalde de Zalamea (Alkad z Zalamei, 1644)
- Eco y Narciso (Echo i Narcyz, 1661)
- La estatua de Prometeo (Posąg Prometeusza, 1672)[16]

## Recepcja twórczości Calderóna

### Wiek XVII
W Hiszpanii do końca stulecia Calderón pozostał najpopularniejszym obok Lopego de Vegi dramaturgiem. Za sprawą dwóch królowych z dynastii hiszpańskiej na tronie francuskim, żywe też były jego wpływy we Francji. Z jego utworów chętnie czerpali Corneille, Rotrou, Molier, Scarron, Quinault. W Anglii wpływ jego miał mniejszy zasięg, ale okazał się trwalszy, czerpali z jego dzieł w tym czasie Dyrden i Wychereley. We Włoszech przerabiano jego dramaty na libretta oper i scenariusze przedstawień komedii dell’arte. Podobnie było w Holandii i krajach niemieckich. Niemieckie zespoły docierały z repertuarem calderonowskim przez ziemie polskie aż do Moskwy.

### Wiek XVIII
Na początku stulecia chętnie nadal sięgali po Calderóna Włosi: Gozzi, Metastasio, a z Francuzów Lesage. W Hiszpanii jego śmiałe antropomorfizowanie osób boskich, przedstawianie np. Boga Ojca jako zdradzonego męża, budziło coraz większe kontrowersje i doprowadziło ostatecznie do oficjalnego zakazu wystawiania jego autos. Moratin Starszy, który doprowadził do wprowadzenia tego zakazu, zaatakował teatr Calderóna z punktu widzenia estetyki francuskiego klasycyzmu. Zarzucał mu „zepsucie” teatru hiszpańskiego i „obłędną absurdalność”. Czołowy ówczesny krytyk pseudoklasyczny, Luzán, wyrzucał Calderónowi „barokowość”, choć bronił jego autos. We Francji Wolter oskarżył Calderóna i Szekspira o barbarzyństwo. Ostatnim wybitnym przedstawicielem tego nurtu w krytyce był J. Ch. Sismondi, historyk szwajcarski, który w swoim La Littérature de Midi potępił hiszpańskiego dramaturga, nazywając go największym dramaturgiem Inkwizycji.

### Romantyzm
Zwrot w recepcji dorobku Calderóna przyniósł i Über dramatische Kunst und Literatur (1809–1811) A. W. Schlegla. August wraz z bratem Fryderykiem przywrócili blask geniuszowi hiszpańskiego dramaturga, a nawet go wyolbrzymili. Ich zdaniem Calderón osiągnął wyższy poziom sztuki dramatycznej niż jego poprzednicy; zaliczyli go do wielkiej czwórki twórców literatury światowej obok Homera, Dantego, i Szekspira; widzieli w nim największego poetę chrześcijańskiego od czasów Dantego, który nie tylko osiągnął formalną doskonałość, ale dał poetycką odpowiedź na pytanie o sens ludzkiego losu, pogłębił poczucie moralne i wyniósł poezje na wyżyny spirytualizmu. Goethe widział w Calderónie największego geniusza teatru i choć zastrzegał się, że go nie naśladował, związki Fausta ze sztukami filozoficznymi Calderóna i jego autos, takimi jak Wielki teatr świata czy Posąg Prometeusza, są wyraźne. Naśladowali go w Niemczech E.T.A. Hoffmann, Immermann, Tieck, a zwłaszcza Grillparzer. We Włoszech pod wpływem Calderóna tworzy Manzoni. W Anglii Schelley widział w Calderónie największego poetę dramatycznego i lirycznego. Bliskie natchnieniu autos hiszpańskiego mistrza jest jego dramat poetycki Prometeusz rozpętany, a także misteria kosmiczne Byrona Ziemia i Niebo i Kain. W Hiszpanii długo pozostającej pod wpływem francuskiego pseudoklasycyzmu zwrot w opiniach o Calderónie nastąpił dopiero około 1830 roku za sprawą pozostających w kręgu romantyzmu niemieckiego Böhla de Fabera i A. Gila y Zarate. Staraniem Hartzenbuscha, wzorującego się na lipskim wydaniu Keila, wyszło wtedy nowe wielkie wydanie dzieł poety w Madrycie. We Francji wpływ Calderóna był słabszy. Tezy Schlegla znalazły tam jednak spory rozgłos, a hiszpańskiego dramaturga naśladowali poeci szkoły tuluzańskiej. Hugo podziwiał Lekarza swojego honoru, ukazało się też kilkutomowe wydanie dramatów Calderóna.

### Pozytywizm
Entuzjazm dla Calderóna trwa jeszcze po 1850 roku. A.F. Schack (Dramatyczna literatura i sztuka w Hiszpanii, 1854) i L. Schmidt (O czterech wybitnych dramaturgach Hiszpanii, 1858) podtrzymywali wiele pozytywnych ocen romantyków. Jednocześnie nowe kryteria estetyczne, oparte na filozofii pozytywizmu, zaczęły znowu obniżać znaczenie poety. W Anglii Ticknor w swej monumentalnej Historii literatury hiszpańskiej negatywnie ocenił Calderóna. W roku 1871 ukazało się nowe wydanie Sismondiego, zgodne z głównymi tezami pozytywistycznej krytyki. Najdalej w krytyce dramaturga poszedł słynny hispanista Menéndez y Pelayo w monumentalnej monografii Calderón y su teatro (1881). Przyznał absolutne pierwszeństwo Lopemu de Vedze, Calderónowi odmawiał jakiejkolwiek uniwersalności, ograniczając sens jego twórczości do lansowania supremacji hiszpańskości, monarchii absolutnej, honoru i katolicyzmu. We Włoszech Carducci uznał Calderóna za herolda światowego jezuityzmu, podobnie odnosili się do poety Settembrini i de Sanctis, a w XX wieku Croce.

### Symbolizm i neoromantyzm
Odrodzenie zainteresowania Calderónem przyniosła działalność Richarda Wagnera w jego pracach muzyczno-literackich i w operach począwszy od Latającego Holendra (1843), przez Tannhäusera (1845) po Parsifala (1882). Do hiszpańskiego dramaturga nawiązali francuscy symboliści skupieni wokół Sâr Peladana w teatrze Różokrzyżowców. Pod bezpośrednim wpływem Calderóna pozostawał teatr Claudela, zwłaszcza takie jego sztuki jak: Zwiastowanie, zbiór Drzewo, Podział Południa, Odpoczynek siódmego dnia, Krzysztof Kolumb, Trzewiczek z satyny i Joanna d’Arc. W Anglii za inspiracją Calderónowską poszedł T.S. Eliot, a spośród Irlandczyków W.B. Yeats i w mniejszym stopniu J.M. Synge.

### XX wiek
W XX wieku J. de la Serna (1922) cieniuje obraz Calderóna. Przyznaje, że Lope de Vega przewyższa Calderóna rozmachem, swobodą, wdziękiem i naturalnością, Tirso de Molina góruje analizą psychologiczną a Alarcón dobrym smakiem i doskonałością języka. Calderónowi przyznaje wyższość nad nimi wszystkimi wielkością i głębią koncepcji i mistrzostwem kompozycji. Krytyka XX wieczna uznaje dwoistość oblicza teatralnego Calderóna. Jedno jest uniwersalne i ponadczasowe, drugie – narodowe i historyczne (Valbuena Prat, del Rio). W ten sposób próbuje się godzić spór pomiędzy krytyką romantyczną a oświeceniowo-pozytywistyczną. J. Camp docenia twórczość Calderóna jako charakterystyczną dla baroku, zwraca uwagę na ruchliwość akcji, kontrastowość charakterów, psychologiczne chiaroscuro oraz narastający z upływem lat liryzm i melancholię. Analizuje się retorykę w dramatach Calderóna wskazując na jej gwałtowność, kontrastowość, jaskrawość, częste użycie antytez i hiperbol, nasycenie rozbudowanymi obrazami, przepięknymi przenośniami i łańcuchami obrazów oraz symbolami i alegoriami (J. Camp, Valbuena Prat). Z upływem XX stulecia po uznaniu geniuszu Lopego de Vegi, coraz większa ilość badaczy uznaje równorzędność talentu obydwu mistrzów hiszpańskiego dramatu.

### Recepcja w Polsce
Recepcja twórczości Calderóna w Polsce była opóźniona i o wiele uboższa niż na zachodzie Europy. Pierwszą sztuką dramaturga wystawioną na polskiej scenie była przeróbka z francuskiego Alkada z Zalamei dokonana przez Jana Baudouina, zatytułowana Burmistrz poznański (1782). W latach 20. XIX wieku po raz pierwszy wprowadził nazwisko Calderóna na afisz teatralny Jan Nepomucen Kamiński wystawiając kolejno na lwowskiej scenie w 1824 Miłostki dworskie, czyli Otwartą tajemnicę (El secreto a voces), w 1826 Głośną tajemnicę i Władysława królewicza polskiego, czyli Życia snem (La vida es sueño), w 1827 Lekarza swojego honoru (El médico de su honra) i prawdopodobnie w 1828 Zawiłości przypadków i pomyłek (Los empeños de un acaso).
Nową epokę w recepcji Calderóna w Polsce wyznacza Słowacki, który specjalnie po to, by czytać go w oryginale nauczył się hiszpańskiego. Pewnych wpływów hiszpańskiego dramaturga badacze doszukują się już w Kordianie. Słowacki poważnie zainteresował się Calderónem jednak dopiero w latach 40. Pochodzące z tego czasu dramaty mistyczne i Fantazy wykazują silne związki zarówno z koncepcją i problematyką Calderonowskiego teatru, jak i z jego formą dramatyczną i retoryką. W Paryżu wokół Słowackiego skupiają się wielbiciele Calderóna: Rettel, Nabielak.
W 1842 roku Edward Dembowski pisze pierwszą pracę na temat Calderóna: Pedro Calderón de la Barca. M. Baliński tłumaczy Kochanków nieba (1858), St. Budziński Czarodziejskiego Maga (1859), E. Chłopicki Alkada z Zalamei (1873), J. Szujski Życie snem (1883), E. Porębowicz ponownie Alkada z Zalamei i cztery inne dramaty (Uwielbienie krzyża, Dwoje bram trudną straż, Miłość za grobem i Lekarza swego honoru, 1887). W 1932 roku Stanisława Wysocka wystawiła Circe, adaptację sztuki mitologicznej Calderóna Największym czarem miłość (El mayor encanto Amor), opracowaną przez Emila Zegadłowicza. Leon Schiller planował wystawienie Czyśćca świętego Patryka. W 1937 roku Wilam Horzyca wystawił najpierw we Lwowie, a następnie w Warszawie Życie snem w nowym tłumaczeniu Edwarda Boyé. W 1951 roku na scenie teatru krakowskiego pojawił się Alkad z Zalamei we współczesnym tłumaczeniu Ludwika Morstina. Wydarzeniem okazała się premiera Życia snem w nowej wersji Jarosława Marka Rymkiewicza, w reżyserii Ludwika René, z Gustawem Holoubkiem w roli Segismunda. Z inspiracji Calderóna powstały również Rymkiewiczowe imitacje: Księżniczka na opak wywrócona, Kochankowie piekła, Niebiańskie bliźnięta, Niewidzialna kochanka.